# Björkhäran
Björkhäran är ett skär i Brändö kommun på Åland (Finland). Den ligger i den västra delen av kommunen, nära gränsen till Kumlinge.
Björkhäran har Höghäran i norr, Källskär och Ormö i öster, Räddarskär i söder och Porsskärsfjärden i väster.
Terrängen på Björkhäran Består av klipphällar med gräs och ljung i skrevorna. Lågväxta träd och buskar förekommer på skyddade ställen, främst längst östra stranden. Öns högsta punkt är 10 meter över havet. I vattnen runt Björkhäran finns flera grynnor. Björkhäran är obebyggt.